# Łącze stałe
Łącze stałe – rodzaj podłączenia do sieci Internet polegający na tym, że użytkownik płacąc okresowo abonament w stałej wysokości; okazjonalnie posiada nielimitowany dostęp do Internetu. Niektórzy ISP stosują limity danych, po których przekroczeniu obniżana jest prędkość łącza, obecnie dostawcy w wyniku silnej konkurencji odchodzą od takich praktyk. Połączenie z Internetem w tego typu łączach nie uniemożliwia korzystania z innych usług dostarczanych przy pomocy tej samej infrastruktury jak to miało miejsce np. w połączeniach połączeniach wdzwanianych (dial up).
Stały dostęp do Internetu może być realizowany:
- przewodowo przy wykorzystaniu istniejącej infrastruktury innego systemu lub stworzeniu nowej tylko do tego celu,
  - LAN – podłączenie przez sieć lokalną przewodową,
  - EURODOCSIS lub DOCSIS w sieciach telewizji kablowej z modemem kablowym,
  - SDI, DSL przy użyciu istniejących linii telefonicznych.

- bezprzewodowo poprzez fale radiowe,
  - WLAN (Wi-Fi) – podłączenie przez bezprzewodową sieć lokalną,
  - WiMAX – szerokopasmowy dostęp radiowy,
  - CDMA,
  - GPRS, EDGE, w sieciach GSM,
  - UMTS, HSDPA, HSPA i HSPA+ w sieciach telefonii komórkowej trzeciej generacji,
  - LTE w sieciach telefonii komórkowej czwartej generacji.